# Sandmühle (Mühlhausen)
Sandmühle ist ein Gemeindeteil der Gemeinde Mühlhausen im Landkreis Neumarkt in der Oberpfalz.

## Lage
Die Sandmühle, eine Einöde, liegt an der Sulz nördlich des Gemeindesitzes und südlich der Aumühle, einem weiteren Gemeindeteil von Mühlhausen.

## Geschichte
Die Mühle ist erstmals 1362 erwähnt. Sie gehörte den Sulzbürg-Wolfsteiner Grafen und war ihrem Amt Sulzbürg untertan. Nach dem Erlöschen des wolfsteinischen Geschlechts 1740 wurde die Mühle unter Kurfürst  Karl I. Albrecht wittelsbachischer Besitz. Die Mühle wurde dann nacheinander an die Müllerfamilien Sendelbeck, Meyr und Viegl verliehen. Um 1760 an Privatleute veräußert, war die Mühle nunmehr in Besitz des Ehepaares Conrad und Katharina Vögl aus Holnstein, ab 1805 von Martin Kienlein (nach Heinloth: Rienlein), dann der Familie Kühnlein. Das Niedergericht sowie das Steuer- und Kameralwesen übte unter den bayerischen Kurfürsten zunächst der Kastner von Sulzbürg, ab 1799 das Hofkastenamt Neumarkt aus, die Hochgerichtsbarkeit bis zum Ende des Alten Reiches das kurfürstlich-bayerischen Schultheißenamt Neumarkt.
Im Königreich Bayern (1806) kam die Mühle zum Steuerdistrikt Sulzbürg und mit dem Gemeindeedikt von 1818 zur Ruralgemeinde Mühlhausen. Dort verblieb sie bis heute. Gepfarrt war sie nach Sulzbürg.
Die Mühle war mit einem Mahl- und einem Schneidegang ausgestattet, wie für 1836 berichtet wird; sie war eine von sechs Mühlen, die die Sulz antrieb. Wie üblich, war der Müller auch Ökonom. So hatte er 1873 an Großvieh zwei Pferde und 23 Rinder.
Die Mühle war als „Kunstmühle“ bis in die 1990er Jahre in Betrieb. Mit einer Turbine wurde weiterhin Strom erzeugt. Als Baudenkmal ist die Durchfahrtsscheune der ehemaligen Mühle, ein giebelständiger Steildachbau, der wohl aus den Steinen des um 1820 abgebrochenen Sulzbürger Schlosses und mit dem Holzwerk aus der abgebrochenen Kindlmühle errichtet wurde, ausgewiesen.
Siehe auch Liste der Baudenkmäler in Mühlhausen (Oberpfalz)#Sandmühle.

### Einwohnerzahlen
- 1830: 06 (1 Haus)[11]
- 1864: 10 (5 Gebäude)[12]
- 1871: 12 (4 Gebäude)[9]
- 1875: 13[13]
- 1900: 09 (1 Wohngebäude)[14]
- 1938: 10 (8 Katholiken, 2 Protestanten)[7]
- 1961: 07 (1 Wohngebäude)[15]
- 1970: 06[16]
- 1987: 05 (2 Wohngebäude, 2 Wohnungen)[1]

## Verkehr
Die Mühle liegt an der Kreisstraße NM 12, die in Mühlhausen in die Bundesstraße 299 einmündet. Von Wappersdorf-Siedlung führt ein Weg (mit Steg über die Sulz) zur Sandmühle. Entlang der B 299 gibt es einen Radweg.